# Apogon chrysopomus
Apogon chrysopomus är en fiskart som beskrevs av Bleeker, 1854. Apogon chrysopomus ingår i släktet Apogon och familjen Apogonidae. Inga underarter finns listade i Catalogue of Life.